# مورگان (جورجیا)
مورگان، جورجیا (به انگلیسی: Morgan, Georgia) یک شهر در ایالات متحده آمریکا با جمعیت ۱٬۴۶۴ نفر است که در جورجیا واقع شده است.

## موقعیت جغرافیایی
موقعیت جغرافیایی شهرها و مناطق اطراف به شرح زیر است: